# Johnny Bayersdorffer

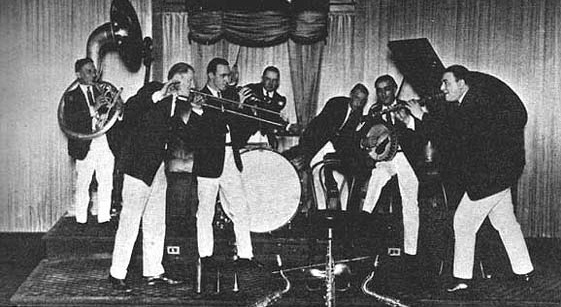
Johnny Bayersdorffer (Dritter von links) und sein Jazzola Novelty Orchestra in New Orleans (1922)

John Everest „Johnny“ Bayersdorffer (* 4. September 1899 in New Orleans; † 14. November 1969) war ein US-amerikanischer Musiker (Kornett, Trompete, Tenorsaxophon) und Bandleader des Dixieland Jazz.

## Leben und Wirken
Johnny Bayersdorffer arbeitete in den 1920er Jahren in einer Reihe von lokalen Bands in New Orleans, schließlich in anderen Städten, darunter in Chicago. Mit seinen Formationen Jazzola Ltd. Band und Jazzola Novelty Orchestra trat er bereits während seiner Highschoolzeit auf; zu den Bandmitgliedern gehörten u. a. die Gitarristen Nappy Lamare und Steve Loyacano, Bassist Chink Martin, die Schlagzeuger Leo Adde und Ray Bauduc, der in New Orleans hochgeschätzte Klarinettist Nunzio Scaglione sowie der Posaunist und Bassist Tom Brown. Mit letzterem schrieb Bayersdorfer den Song I Wonder Where My Easy Rider’s Ridin’ Now?. Ab Herbst 1924 wurde er Vollzeitmusiker, zog nach Chicago und trat auch in Indianapolis und Los Angeles auf, bevor er wieder nach New Orleans zurückkehrte. In den 1920er Jahren nahm er für Okeh Records auf, außerdem spielte er in dieser Zeit mit Happy Schilling und Tony Parenti.
Ab Ende des Jahrzehnts war Bayersdorffer wieder in Chicago tätig, spielte auch in New York, u. a. mit dem Violinisten Billy Lustig und dem Pianisten Lee Shore. 1940 wurde er bei einem Verkehrsunfall schwer verletzt und musste seine Karriere unterbrechen, bis er Anfang der 1950er Jahre wieder auftrat, u. a. mit Engagements im Club Flamingo und Auftritten in New Orleans. In den 1960er Jahren beendete er seine Musikertätigkeit. Er wirkte von 1924 bis 1952 bei drei Aufnahmesessions mit.